# 広尾学園中学校・高等学校
広尾学園中学校・高等学校（ひろおがくえんちゅうがっこう・こうとうがっこう、英:Hiroo Gakuen Junior & Senior High School）は、東京都港区南麻布に所在し、中高一貫教育を提供する私立中学校・高等学校。
通称は「広学」、「HG」。開校から2007年までは、「順心女子学園」という女子校であった。2018年度から広尾学園小石川中学校・高等学校と教育連携し、グローバル教育に力を入れている。

## 沿革
- 1917年（大正6年） - 板垣退助の妻、板垣絹子によって大日本婦人慈善会が作られ、この慈善会に財団法人設立を認可される。
- 1918年（大正7年） - 板垣絹子によって順心女学校が創設される。（校長・下田歌子）
- 1924年（大正13年） - 財団法人大日本婦人慈善会を財団法人大日本婦人共愛会に改称する。順心高等女学校を設立する。
- 1947年（昭和22年） - 学校教育法による新制中学の順心中学校を設立する。港区立順心中学校を併設する。
- 1948年（昭和23年） - 新学制による順心女子高等学校を設立する。
- 1951年（昭和26年） - 財団法人大日本婦人共愛会を改組し、学校法人順心女子学園を発足させる。
- 1952年（昭和27年） - 港区立順心中学校を廃止する。
- 1973年（昭和48年） - 文部省が全国初となる「海外帰国子女教育研究協力指定校」に指定。帰国子女の受け入れを開始。
- 1989年（昭和64年/平成元年） - 第20回全国高等学校バレーボール選抜優勝大会で女子バレー部が優勝する。
- 1991年（平成3年） - 校外施設、富士見スコレー完成。
- 2006年（平成18年） - 文部科学省が「スーパー・イングリッシュ・ランゲージ・ハイスクール (SELHi)」に指定。
- 2007年（平成19年） - 学校法人順心女子学園を学校法人順心広尾学園と改称する。同時に順心女子中学校・高等学校を男女共学化し、広尾学園中学校・高等学校に改称する。インターナショナルコースを設置する。
- 2011年（平成23年） - 高校に医進・サイエンスコースを設置する。
- 2012年（平成24年） - 新校舎完成。
- 2015年（平成27年） - 中学に医進・サイエンスコースを設置する。
- 2018年（平成30年） - 創立100周年を迎える。

## 学習指導の概要・学校改革
2003年には生徒数が400人台まで減少し、廃校の危機に瀕したことから、学校改革を模索していた。2007年に女子校から共学化すると、副校長である金子暁が、通常の改革では未来がないとの指摘をした。この指摘により、2009年から各分野のプロを招いて生徒に学ばせるキャリア教育をスタートさせる。その教育を受けた生徒が高校3年生になった2014年頃から進学実績は飛躍的な向上を果たした。改革後はインターナショナルコースを設け、帰国子女の受け入れを進めている。かつては1クラス定員15名までだったが、2011年度から40名になった。文部科学省から「スーパー・イングリッシュ・ランゲージ・ハイスクール」に指定され、積極的な英語教育を行っている。また、ICT教育にも力を入れていて、2013年にはGoogleの日本のコンピューターサイエンス教育を支援するプロジェクト「コンピュータに親しもう」での第一採択校となった。iPad・MacBook Air・ChromebookなどのデバイスのOne to One（1人1台）環境でも知られている。

## 部活動
- バレーボール
- 合気道
- 新体操
- テニス
- サッカー
- サッカー
- バドミントン
- 卓球
- 軟式野球
- 硬式野球
- 文芸・イラスト
- 写真
- 茶道
- 華道
- 書道
- クッキング＆クラフト
- 英会話
- 情報技術研究
- 演劇
- 箏曲
- 美術
- 合唱
- ボランティア
- アナウンス
- Inter Press Club
- Coding Club

- ダンス - 日本中学校ダンス部選手権全国大会において、2014年（平成26年）3位。春の日本高校ダンス部選手権東日本大会において、2017年（平成29年）入賞。
- 陸上 - 東京ライジングスター陸上2022において中学3年生徒が100m男子8位に入賞。第75回東京都高等学校陸上競技選手権大会女子400mハードルにて高校3年生徒が8位に入賞。
- 剣道 - 全国高等学校剣道大会東京都予選において、2021年（令和3年）高校女子剣道部が敢闘賞（ベスト8、総合7位）を受賞。[3]東京都中学校秋季剣道新人大会予選第1ブロックにおいて、2021年（令和3年）女子剣道部が優勝(3連覇)。[3] 令和4年度東京都剣道連盟会長杯争奪中学校剣道大会第一地区予選で中学女子優勝（2連覇）、男子ベスト8。
- チアリーディング - 中高共に全国出場の強豪。強化部。高校は2017年（平成29年）、2019年（平成31年/令和元年） 東京都大会 優勝。2019年（平成31年/令和元年） 関東大会 準優勝。2022年第24回関東チアリーディング選手権入賞自由演技競技DIVISION.1 高等学校の部 準優勝自由演技競技　DIVISION.2 高等学校の部 第4位　自由演技競技DIVISION.1 中学校の部 準優勝　など
- ブラスバンド（吹奏楽） - 多くの金賞受賞。
- ディベート - 第23回関東甲信越地区中学・高校春季ディベート大会において、高校チームが優勝。ベストディベータ―(MVP)に選出。
- 軽音楽 - 高校のみ。
- 情報技術研究(STEM) - 鉄道研究、理科、ロボット制作等を行う。
- Film Club - コンクール優勝

## 交通アクセス
電車
- 東京メトロ日比谷線「広尾駅」下車 4番出口すぐ

バス
| 運行事業者 | 乗車駅 | 系統 | 下車停留所             |
| ---------- | ------ | ---- | ---------------------- |
| 都営バス   | 品川駅 | 品97 | 「日赤医療センター下」 |
| 都営バス   | 目黒駅 | 黒77 | 「日赤医療センター下」 |

## 著名な出身者

### 芸能人
- 中山麻理
- 島村佳江
- 五十嵐いづみ
- 凰稀かなめ
- 未来優希
- 華耀きらり
- 花野じゅりあ
- MADOKA
- 串田えみ
- 小野早稀
- 増澤璃凜子
- 宮本侑芽
- 細山貴嶺
- 團遥香[4]

### その他
- 江國香織[5]（作家）
- 菅原麗子（実業家）
- 古川奈穂（騎手）